# Concana
Concana là một chi bướm đêm thuộc họ Erebidae.

## Các loài
- Concana intricata Schaus, 1911
- Concana lecta Schaus, 1911
- Concana mundissima Walker, [1858]
- Concana permixta Schaus, 1912